# Zhong Shanshan
Zhong Shanshan, né en décembre 1954 à Zhuji, Shaoxing, Zhejiang, est un homme d'affaires et milliardaire chinois, qui a fondé et préside Nongfu Spring, la plus grande entreprise de boissons en Chine. Il est également propriétaire de l'entreprise pharmaceutique Wantai BioPharm. 
Il est la personne la plus riche de Chine et en décembre 2020, il devient l'homme le plus riche d'Asie, dépassant l'indien Mukesh Ambani,. En janvier 2021, il dépasse Warren Buffett et devient le sixième homme le plus riche du monde. Mais en 2023, le magazine Forbes le classe en 15ème position des milliardaires mondiaux, devançant Mark Zuckerberg, et le classe à nouveau en 1re position des milliardaires chinois, avec une fortune nette estimée à 68 milliards de dollars.

## Jeunesse et études
Zhong abandonne l'école tôt, en sixième à l'âge de 12 ans. Cela est dû au chaos de la révolution culturelle chinoise car ses parents sont persécutés par les autorités ainsi que par de nombreux autres civils. 
Il a tenté l’examen d’entrée à l’université, mais il a échoué à deux reprises. 
Plus tard, il occupe plusieurs emplois, notamment celui d'ouvrier du bâtiment, de journaliste et de vendeur de boissons, avant de créer sa propre entreprise,.

## Carrière professionnelle
En septembre 1996 il fonde Nongfu Spring, une entreprise de production d'eau en bouteille. La société, cotée à Hong Kong, devient publique en septembre 2020, levant près de 1,1 milliard de dollars lors de son introduction en bourse. Shanshan possède 64,20 % de la société,.
Il est aussi président et premier actionnaire du groupe pharmaceutique Beijing Wantai Biological Pharmacy Co. Ltd. avec un peu plus de 73,52 % du capital. La société fait son entrée à la bourse de Shanghai en avril 2020.
Zhong est souvent qualifié par les médias chinois de « loup solitaire » en raison de ses rares apparitions publiques et de sa réticence à être interviewé,,.